# محمود طي أبو ضرغم
محمود طي أبو ضرغم (1 تموز / يوليو 1927 - 12 حزيران / يونيو 2015
)، عسكري لبناني، كان رئيساً لأركان الجيش اللبناني.

## حياته
تطوع في المدرسة الحربية بصفة تلميذ ضابط في عام 1950، وتدرج في الرتب العسكرية إلى أن وصل لرتبه لواء ركن في 14 تشرين الثاني 1984 وعين رئيساً لأركان الجيش، وقد أسس خلال خدمته في الجيش فوج المغاوير.
في 22 أيلول / سبتمبر 1988 عين وزيراً للأشغال العامة والنقل ووزيراً للسياحة ووزيراً للعمل وذلك في الحكومة العسكرية التي ترأسها قائد الجيش العماد ميشال عون وذلك في نهاية عهد الرئيس أمين الجميل وكانت تضم أعضاء المجلس العسكري السنة، إلا أنه وبمعية الوزراء المسلمين في الحكومة اعتذروا عن المشاركة بها فور تشكيلها وذلك بسبب ظروف تشكيل الحكومة وعدم مشاورتهم عند التشكيل.

## حياته الأسرية
متزوج من أدال نسيب بركات، وله من الأبناء:
- نبيل.
- رلى.